# Paulo Lopes de Faria

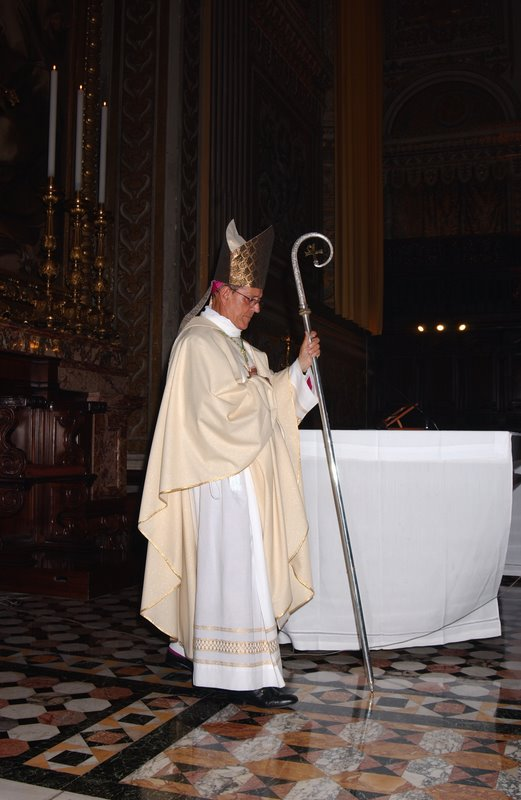
Dom Paulo Lopes de Faria

Paulo Lopes de Faria (* 24. Februar 1931 in Igaratinga, Brasilien; † 16. Juli 2009 in Belo Horizonte) war ein brasilianischer Geistlicher und römisch-katholischer Erzbischof von Diamantina.

## Leben
Am 8. Dezember 1957 empfing Paulo Lopes de Faria das Sakrament der Priesterweihe.
Papst Johannes Paul II. berief ihn am 7. November 1980 zum Weihbischof in Niterói und zum Titularbischof von Thelepte. Die Bischofsweihe spendete ihm der Erzbischof von Belo Horizonte, João Resende Costa SDB, am 27. Dezember desselben Jahres; Mitkonsekratoren waren die Weihbischöfe Serafím Fernandes de Araújo und Arnaldo Ribeiro aus Belo Horizonte.
Am 16. Dezember 1983 wurde zum Bischof von Itabuna ernannte. Er baute das St. Josephs Priesterseminar auf und ließ ein umfangreiches Pastoral-Center erstellen. Zudem war er zweimal Präsident der Region „Regionale 3“ der CNBB.
Am 2. August 1995 wurde er zum Koadjutorerzbischof von Diamantina ernannt. Mit der Emeritierung von Erzbischof Geraldo Majela Reis am 14. Mai 1997 folgte er ihm als Erzbischof von Diamantina nach. Er reformierte die Erzdiözese umfassend und engagierte sich von 1999 bis zudem als Präsident der Region „Regionale 2“ der CNBB.
Am 30. Mai 2007  nahm Papst Benedikt XVI. seinen altersbedingten Rücktritt an. Am 16. Juli 2009 starb er im Alter von 78 Jahren in Belo Horizonte an den Folgen eines Krebsleidens.

## Schriften
- Catecismo da Bíblia, Editora Paulus 1995, ISBN 85-349-0426-X.